# Aperel
Aperel, más néven Aperia ókori egyiptomi hivatalnok, Alsó-Egyiptom vezírje volt a XVIII. dinasztia idején, III. Amenhotep és Ehnaton uralkodása alatt. A vezíri pozíció mellett a harci kocsik parancsnoka is volt és az „isteni atya” címet is viselte. Neve sémi eredetű, Alain Zivie szerint az Abdi-El („El szolgája”) névvel azonos.

## Családja
Aperel feleségét Taweretnek hívták. Három fiuk ismert: Szeni, Hatiai és Hui. Szeni háznagy címet viselt, Hatiai Nofertum papja volt, Hui pedig a lovasság parancsnoka, a harci kocsik parancsnoka és a Két Föld ura újoncainak írnoka. Huit szüleivel egy sírba temették.

## Sírja
Aperel sírját 1987-ben fedezte fel az Alain Zivie vezette francia kutatócsapat. A sír a Básztet istennőnek szentelt Bubaszteion sziklái közt található, jelölése I.1. Taweret, Aperel felesége saját jogán is jelentős személy lehetett, mert az újbirodalom korából ő az egyetlen ismert nő, akit három, egymásba helyezett koporsóban temettek el. Aperel halálakor 50-60, Taweret 40-50, fiuk, a szintén ide temetett Hui 25-35 éves lehetett. Hui Ehnaton uralkodásának tizedik évében vagy még később halt meg. A sírban Aperel másik két fiát is említik.

## Fordítás
- Ez a szócikk részben vagy egészben  az   Aperel című angol Wikipédia-szócikk ezen változatának fordításán alapul.  Az eredeti cikk szerkesztőit annak laptörténete sorolja fel. Ez a jelzés csupán a megfogalmazás eredetét és a szerzői jogokat jelzi, nem szolgál a cikkben szereplő információk forrásmegjelöléseként.